# 沈翹楚
沈翹楚（？—？），以字行，號漢陽，浙江慈谿人，明朝政治人物，進士出身。

## 生平
萬曆四十三年（1615年）乙卯科浙江鄉試舉人，四十七年（1619年）登己未科進士。工部觀政，天啓元年授刑部湖廣司主事，四年升廣西司员外郎、郎中，調任泉州府知府。七年（1627年）二月升任廣西按察司副使、驛傳道。崇祯元年考察，降貴阳府推官，三年升貴州佥事，监军，管屯田，本省同考，四年升四川参议，六年革职。

## 家族
曾祖沈龍。祖父沈溱。父沈英。